# Pia Törnell
Pia Törnell, född 1963 i Stockholm, är en svensk formgivare.
Hon är utbildad på konstlinjen vid Birkagårdens folkhögskola i Stockholm 1985–87 och vid Konstfack 1989–94. Hon var  1994–2005 heltidsanställd som formgivare vid Rörstrands Porslinsfabrik, där hon ägnade sig åt serietillverkade bruksföremål som brickor, vaser, ljusstakar och serviser. Hon har också haft formgivningsuppdrag för Arabia, Hammarplast och Hackman. Hon driver numera tillsammans med sin man Hans-Jörgen Lindquist StudioK i Hällekis, som utvecklar, tillverkar och säljer keramiska produkter.
Törnell är representerad vid Nationalmuseum, Röhsska museet i Göteborg och Statens Konstråd och har utfört offentlig utsmyckning på Lärarhögskolan på Konradsberg i Stockholm och på Arkitekturmuseet i samma stad. 
Hon utsågs i januari 2016 att gestalta en av de nya planerade tunnelbanestationerna i Stockholmsregionen.